# 소드 월드 RPG
소드 월드 RPG는 그룹 SNE에서 제작한 TRPG 시스템 중 하나이다. 줄여서 SWRPG, 혹은 SW라고 부른다.
1989년에 후지미 서점에서 문고판으로 판매되었다. 1996년에는 「완전판」이라는 이름의 개정판이 하드 커버로 발매되었다(한국에서는 발매되지 않았다). 2006년에는 관련 서적이 120권을 넘었고, 지금에도 계속 서적이 출판되고 있는 TRPG 시스템이다(아쉽게도 한국에서 발매된 것은 기본 룰북과 몇 권의 시나리오집뿐이었다. 사실 일본에서도 플레이의 편의를 돕기 위한 서플리먼트는 적고 리플레이나 라이트 노벨이 대부분을 차지하고 있는 실정이고, 이미 절판된 것도 수두룩하다). 아주 오랜 세월 동안 「일본에서 가장 대중화된 TRPG」라고 소개되어 왔다.
2008년 4월에 완전히 새로운 룰과 세계 설정으로 무장한 소드 월드 2.0이 발매되었다.